# Ortler (formaggio)
L'Ortler è un formaggio semiduro prodotto in alta Val Venosta, in provincia di Bolzano. Viene riconosciuto quale Prodotto Agroalimentare Tradizionale.
Viene prodotto con latte pastorizzato, cui vengono aggiunti fermenti lattici e caglio di vitello. Le forme hanno un peso di circa 2 kg, che restano a stagionare per 40-60 giorni, al termine dei quali la crosta ha un colore marrone, mentre la pasta, di colore paglierino, è caratterizzata da un'occhiatura piccola e regolare.
L'Ortler deve il nome all'omonima montagna, cima più alta dell'Alto Adige, che sovrasta la Val Venosta.